# Micrempis oculiseta
Micrempis oculiseta är en tvåvingeart som beskrevs av Teskey 1983. Micrempis oculiseta ingår i släktet Micrempis och familjen puckeldansflugor. Inga underarter finns listade i Catalogue of Life.